# علي بن عبد الله النباهي
علي بن عبد الله بن محمد بن محمد بن الحسن الجذامي المالقي النُبَاهي، أبو الحسن، المعروف بابن الحسن، قاضٍ من الأدباء المؤرخين.

## مولده ونشأته
ولد النباهي في مالقة سنة 713 هـ - 1313 م، ورحل إلى غرناطة ثم ولي خطة القضاء بها، وأُرسل مرتين في سفارة سياسية من غرناطة إلى فاس سنة 767 هـ، وقد كان صديقاً للسان الدين بن الخطيب، ثم انقلبا عدوين بعد ذلك، فنال منه ابن الخطيب ولقبه بالجُعسوس (القصير) ازدراءً له، وكتب رسالة في هجائة سماها «خلع الرسن في وصف القاضي ابن الحسن».

## نتاجه
لابن الحسن كتب مفيدة، ومنها:
- المرقبة العليا فيمن يستحق القضاء والفتيا، وسماها ناشرها «تاريخ قضاة الآندلس».
- نزهة البصائر والأبصار. تناول فيه استطراداً تاريخ الدولة النصيرية بغرناطة.

## وفاته
توفي بعد عام 792 هـ - 1390 م.